# Deutz D 4505

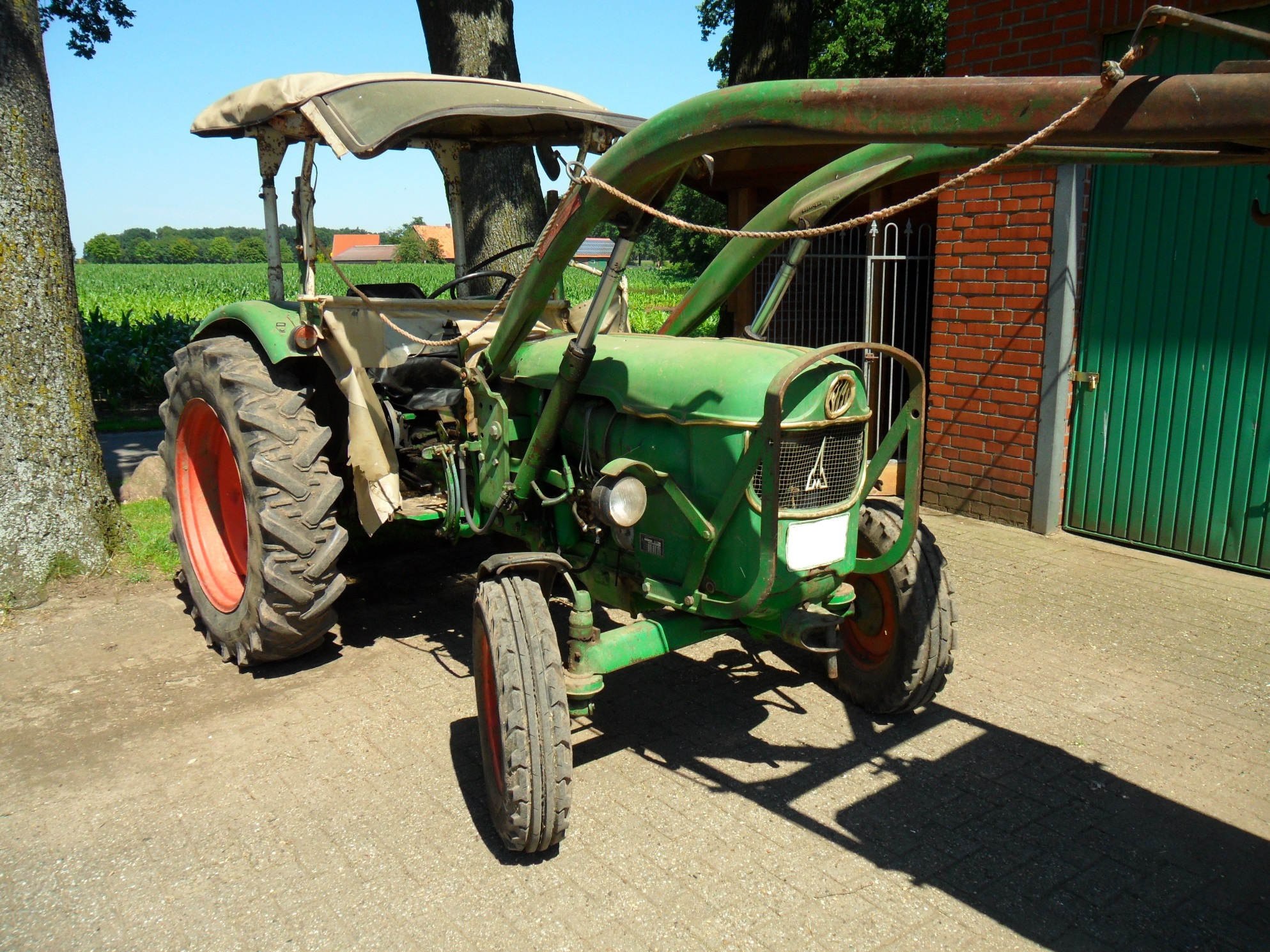
Deutz D 4505

Der Deutz D 4505 ist ein Traktor der Marke Deutz der von 1965 bis 1967 in den Deutz-Werken in Köln produziert wurde.
In diesem Modell kam dasselbe, schlecht abgestufte T 50-Getriebe wie im D 5005 mit sechs Vorwärts- und zwei Rückwärtsgängen zum Einsatz. Mit hoher Wahrscheinlichkeit war dies der Grund für die Erfolglosigkeit dieses Modells.
Beim eingebauten Motor vom Typ F3L 812 S handelte es sich um einen luftgekühlten Dreizylindermotor mit einer Leistung von 40 PS. Der Traktor erreichte eine Höchstgeschwindigkeit von bis zu 25,5 km/h. Durch den Geländegang, der als Kriechgang einsetzbar war und den Schnellgang ergaben sich Arbeitsgeschwindigkeiten von 2,3 bis 25,5 km/h. Zudem besaß das Modell eine Dreipedalbremse und eine Handbremse. Das maximale Drehmoment betrug 127 Nm bei 1500 Umdrehungen pro Minute. Bei einer Breite von 1510 mm und einer Länge von 3430 mm betrug das Leergewicht 1920 Kilogramm. Die angebotenen Bereifungsvarianten waren 6.00-16 und 6.50-16 (vorne) sowie 9.5-36 und 12.4-32 (hinten).